# 長谷川信広
長谷川 信広（はせがわ のぶひろ、生没年不詳）とは、江戸時代の大坂の浮世絵師。

## 来歴
長谷川を名乗ることや長谷川貞信と合作していることから、貞信の門人とされている。作は役者絵が3点知られ、画風は貞信に酷似するといわれる。

## 作品
- 「真柴久次・八代目片岡我童」　大判錦絵2枚続の内　早稲田大学演劇博物館所蔵　※天保10年（1839年）正月、大坂角の芝居『けいせい浜真砂』より。貞信との合作
- 「照て姫・故人尾上芙雀粋（伜）　尾上音松」　大判錦絵　池田文庫所蔵　※天保11年正月、大坂御霊芝居『姫競双葉絵草紙』より
- 「冷泉帯刀・芙雀改尾上登龍」　大判錦絵　※天保13年正月、大坂中の芝居『けいせい筑紫■』より[1]